# Roy Beerens
Roy Johannes Hendricus Beerens (* 22. prosince 1987, Bladel, Nizozemsko) je nizozemský fotbalový záložník, hráč klubu Reading FC. Na kontě má dva starty za A-mužstvo Nizozemska (k červenci 2016).

## Klubová kariéra
V profesionálním fotbale debutoval v dresu PSV Eindhoven, s nímž získal na začátku kariéry dva ligové tituly. Poté hrál v Nizozemsku za kluby NEC Nijmegen (hostování), SC Heerenveen a AZ Alkmaar. S Heerenveenem a Alkmaarem vyhrál nizozemský fotbalový pohár. 

V červenci 2014 se dohodl na tříleté smlouvě s německým bundesligovým mužstvem Hertha Berlín. V létě 2016 odešel do anglického týmu Reading FC, kde podepsal tříletý kontrakt.

## Reprezentační kariéra
Beerens byl členem nizozemské mládežnické reprezentace U21 (tzv. Jong Oranje).
Zúčastnil se domácího Mistrovství Evropy hráčů do 21 let 2007, kde mladí Nizozemci porazili ve finále Srbsko 4:1 a vyhráli druhý titul v řadě.
S reprezentací do 23 let si zahrál také ve 2 zápasech na Letních olympijských hrách 2008 v Číně.
V A-mužstvu Nizozemska debutoval 11. 8. 2010 v přátelském utkání v Doněcku proti domácímu týmu Ukrajiny (remíza 1:1).